# Mumbai Suburban
Der Distrikt Mumbai Suburban (Marathi: मुंबई उपनगर जिल्हा Mumbaī Upanagara Jilhā) ist einer von 35 Distrikten des Staates Maharashtra in Indien.
Hauptort des Distrikts ist Bandra (East). Die letzte Volkszählung im Jahr 2011 ergab eine Gesamtbevölkerungszahl von 9.356.962 Menschen.

## Geschichte
Von vorchristlicher Zeit bis ins Jahr 1343 wurde das Gebiet – wie die ganze Region – von diversen buddhistischen und hinduistischen Herrschern regiert. Der erste namentlich bekannte Staat war das Maurya-Reich, die letzte nichtmuslimische Dynastie waren die Yadavas von Devagiri.
Nach jahrzehntelangen militärischen Auseinandersetzungen mit muslimischen Regenten im Norden Indiens erfolgte 1343 die Besetzung durch muslimische Heere. Danach herrschten bis 1534 verschiedene muslimische Dynastien (Sultanat Delhi, Bahmani, Dekkan-Sultanate). Ab 1500 kam es zu heftigen Kämpfen um die Herrschaft an der Küste zwischen den muslimischen Herrschern und den Portugiesen. 1534 trat das muslimische Sultanat von Gujarat das Gebiet an die Portugiesen ab. Die Portugiesen hielten die Insel Salsette, auf der Mumbai Suburban liegt, bis zum Jahr 1739. Danach gehörte es bis 1774 zum Marathenreich, als es von Truppen der Britischen Ostindien-Kompagnie erobert wurde. Die Marathen erkannten die britische Herrschaft über Salsette im Vertrag von Salbai 1782 endgültig an. Die Britische Ostindien-Kompagnie übernahm die Herrschaft und gliederten das Gebiet der britischen Verwaltungsregion Bombay Presidency ein. Es gehörte zuerst zum Distrikt Thana und kam später zum Distrikt Bombay (heute Mumbai City). Mit der Unabhängigkeit Indiens 1947 und der Neuordnung des Landes wurde es 1950 Teil des neuen Bundesstaats Bombay. Im Jahre 1960 wurde Bombay geteilt und das Gebiet kam zum neu geschaffenen Bundesstaat Maharashtra. Der Distrikt entstand in seiner heutigen Form am 1. Oktober 1990 aus Teilen des damaligen Distrikts Mumbai.

## Bevölkerung
Die städtische Bevölkerung macht 100 Prozent der gesamten Bevölkerung aus. Denn der gesamte Distrikt besteht aus verstädterten Vororten der Stadt Mumbai. Mumbai Suburban hat einen hohen Alphabetisierungsgrad. Bei der letzten Volkszählung 2011 betrug er gesamthaft 89,91 Prozent. Bei den Männern ist er mit 92,92 Prozent etwas höher als bei den Frauen (86,37 Prozent). Auffällig ist der hohe Männerüberschuss. Auf 1000 Männern kommen nur 860 Frauen. Doch ist in diesem Verhältnis ein Wandel im Gange. 2001 kamen sogar nur 822 Frauen auf 1000 Männer – während es heute bei den 0-6 Jahre alten Personen bereits 913 Mädchen auf 1000 Jungen gibt.

### Bevölkerungsentwicklung
Wie überall in Indien wächst die Einwohnerzahl im Distrikt Mumbai Suburban seit Jahrzehnten stark an. Im Gegensatz zu Mumbai City auch zwischen 2001 und 2011. Die Zunahme betrug zwischen den letzten beiden Volkszählungen 8,29 Prozent oder mehr als 700.000 Menschen.
A) Gebiet von Mumbai (heute Mumbai City und Mumbai Suburban)
B) Gebiet des heutigen Distrikts Mumbai Suburban

### Bevölkerung des Distrikts nach Bekenntnissen
Eine klar überwiegende Mehrheit der Bevölkerung sind Hindus. Doch gibt es zahlenmäßig bedeutende Minderheiten an Muslimen, Buddhisten, Christen und Jainas. Die genaue religiöse Zusammensetzung der Bevölkerung zeigt folgende Tabelle:
| Jahr                                                                                     | Buddhisten | Buddhisten | Christen | Christen | Hindus    | Hindus  | Jainas  | Jainas | Muslime   | Muslime | Sikhs  | Sikhs  | Andere1 | Andere1 | keine Angaben | keine Angaben | Total     | Total    |
| Jahr                                                                                     | Zahl       | %          | Zahl     | %        | Zahl      | %       | Zahl    | %      | Zahl      | %       | Zahl   | %      | Zahl    | %       | Zahl          | %             | Einwohner | %        |
| ---------------------------------------------------------------------------------------- | ---------- | ---------- | -------- | -------- | --------- | ------- | ------- | ------ | --------- | ------- | ------ | ------ | ------- | ------- | ------------- | ------------- | --------- | -------- |
| 2001                                                                                     | 464.354    | 5,37 %     | 340.166  | 3,94 %   | 5.953.475 | 68,90 % | 319.339 | 3,70 % | 1.488.987 | 17,23 % | 53.271 | 0,62 % | 17.833  | 0,21 %  | 2.994         | 0,03 %        | 8.640.419 | 100,00 % |
| 1 darunter 11.348 Parsen und 688 Juden (Bani Israel) Quelle: Volkszählung in Indien 2001 |            |            |          |          |           |         |         |        |           |         |        |        |         |         |               |               |           |          |

### Bevölkerung des Distrikts nach Sprachen
Mumbai Suburban ist eine Vielvölkergebiet. Weniger als 40 Prozent der Bevölkerung spricht Marathi. Es gibt etliche größere sprachliche Minderheiten. Sprachen mit mehr als 100.000 Angehörigen sind Hindi (mit Hindi-Dialekten 1.929.000 Personen), Urdu, Gujarati, Tamilisch, Konkani, Kannada, Telugu (144.908), Malayalam (132.008), Bhojpuri (ein Hindi-Dialekt;121.612) und Marwari (ein Hindi-Dialekt;114.409). Sindhi (92.090), Pandschabi (90.800), Kachchhi (ein Sindhi-Dialekt;78.910), Bengali (70.337), Tulu (54.531), Englisch
(49.752), Oriya (35.062), Rajasthani (26.035) und Nepali (21.239) werden jeweils von über 20.000 Menschen als Muttersprache gesprochen. Die genaue sprachliche Zusammensetzung der Bevölkerung zeigt folgende Tabelle:
| Jahr                                | Marathi   | Marathi | Hindi     | Hindi   | Urdu      | Urdu    | Gujarati  | Gujarati | Tamilisch | Tamilisch | Konkani | Konkani | Kannada | Kannada | Andere    | Andere  | Total     | Total    |
| Jahr                                | Zahl      | %       | Zahl      | %       | Zahl      | %       | Zahl      | %        | Zahl      | %         | Zahl    | %       | Zahl    | %       | Zahl      | %       | Einwohner | %        |
| ----------------------------------- | --------- | ------- | --------- | ------- | --------- | ------- | --------- | -------- | --------- | --------- | ------- | ------- | ------- | ------- | --------- | ------- | --------- | -------- |
| 2001                                | 3.202.847 | 37,07 % | 1.631.082 | 18,88 % | 1.075.046 | 12,44 % | 1.037.872 | 12,01 %  | 217.641   | 2,52 %    | 172.416 | 2,00 %  | 163.639 | 1,89 %  | 1.139.876 | 13,19 % | 8.640.419 | 100,00 % |
| Quelle: Volkszählung in Indien 2001 |           |         |           |         |           |         |           |          |           |           |         |         |         |         |           |         |           |          |